# دب (جنس)
الدب (الاسم العلمي: Ursus) هو جنس في فصيلة الدبيات، وهو يتضمن الدببة البنية والقطبية والسوداء.
أنواع وتحت أنواع جنس الدببة:
- الدب الأسود الأمريكي.
  - دب القرفة.
  - دب الكيرمود.
- الدب البني.
  - الدب البني الأوروبي.
  - الدب البني السيبيري.
  - دب جبال أطلس.
  - دب غوبي.
  - الدب الرمادي (الأشهب).
  - دب الهملايا الأحمر.
  - دب الهملايا البني.
  - دب الكودياك.
  - الدب الرمادي المكسيكي.
  - دب التبت الأزرق.
  - الدب البني السوري.
  - دببة إيمر البنية.
- الدب القطبي.
- دب الكهوف (منقرض).
- الدب الأسود الآسيوي
  - الدب الأسود التايواني.
  - الدب الباكستاني الأسود.
  - الدب الكسلان.